# Alfredo Pasotti
Alfredo Pasotti (Bastida Pancarana, Llombardia, 6 de gener de 1925 - Bastida Pancarana, 12 de setembre de 2000) va ser un ciclista italià que fou professional entre 1946 i 1958. En el seu palmarès destaquen dues etapes al Tour de França de 1950 i una etapa al Giro d'Itàlia de 1952.

## Palmarès
- 1947
  - 1r a la Torí-Biella
- 1950
  - 1r a Maggiora
  - Vencedor de 2 etapes del Tour de França
- 1951
  - 1r a Maggiora
- 1952
  - Vencedor d'una etapa de la Volta a Luxemburg
  - Vencedor d'una etapa del Giro d'Itàlia
- 1953
  - Vencedor d'una etapa de la Volta a Suïssa
- 1955
  - 1r del Gran Premi de Locle

### Resultats al Tour de França
- 1950. Abandona (12a etapa). Vencedor de 2 etapes

### Resultats al Giro d'Itàlia
- 1948. 13è de la classificació general
- 1949. 25è de la classificació general
- 1950. 21è de la classificació general
- 1951. 25è de la classificació general
- 1952. 12è de la classificació general. Vencedor d'una etapa
- 1953. Abandona
- 1954. Abandona